# Pornoigralec
Pornoigralec oz. pornoigralka je oseba, ki izvaja spolne odnose za pornografske filme. Pornoigralci so običajno vezani na ta žanr in se redko uveljavijo v drugih filmih. Zaradi narave dela se večina predstavlja s psevdonimi in poskuša ločevati med poklicnim ter zasebnim življenjem.